# Гордон, Михель
Михель Гордон (1823—1890) — еврейский поэт.

## Биография
Михель Гордон родился в 1823 году в городе Вильне. Был близким другом поэтов М. Лебенсона, В. Каилана и Г. Каценельбогена. Был женат на сестре поэта Иегуды (Льва Осиповича) Гордона, он имел довольно сильное влияние на последнего.
Жизнь Гордона проходила в постоянных скитаниях. Впервые он выступил в литературе в 1846 году элегией на смерть М. А. Гинцбурга (помещена в «Kol Bochim» K. Шульмана).
В 1869 году он выпустил историю России «Di Geschichte vun Russland». На древнееврейском языке Гордон издал «Tiferet Banim» (1881, катехизис для юношества) и, совместно с И. Вейсбергом, полемический труд «Gaon we-Schiwro» (1883).
Он публиковался также в «Haschachar», «Haboker Or» и других печатных периодических изданиях, но имя ему создали исключительно его жаргонные стихотворения. Многие из них, как «Steh oif, mein Volk», стали народными и распевались по всей черте.
В своих стихах Гордон является горячим поборником идей «хаскалы». Ратуя за просвещение, он призывал народ «встряхнуться от сна, ибо давно настал день», отбросить устарелые предрассудки и принять европейскую внешность. Подобно большинству тогдашних «маскилим», М. Гордон бичевал хасидов и цадиков, «ханжей и лицемеров». Многие из своих обличительных стихотворений поэт опасался напечатать из-за их резкого тона, и они лишь частично сохранились только в устной передаче.
В 1868 году он издал анонимно сборник своих стихотворений («Die Bord, un derzu noch andere scheine idische Lieder»); более полное собрание вышло в Варшаве за подписью Гордона в 1889 году («Idische Lieder»). Семён Фруг приветствовал появление этого сборника сочувственным стихотворением, в котором особенно интересна меткая характеристика творчества Михеля Гордона.
Стихи Гордона производили сильное впечатление искренностью и убеждённостью тона. По примитивности формы они очень близки к народным песням и, как переходная ступень от последних к индивидуальному поэтическому творчеству, сыграли заметную роль.
Михель Гордон умер в городе Киеве в 1890 году.